# この純愛は不貞ですか?
『この純愛は不貞ですか？』（このじゅんあいはふていですか）は、東タイラによる女性漫画。竹書房の「comic有罪」レーベルの作品として、「まんが王国」にて2021年8月25日から2022年3月25日まで連載された。
主人公の白井紗和の夫婦生活と、それから展開していく恋愛物語。

## キャラクター紹介
白井 紗和（しらい さわ）
本作の主人公。元の姓は黒沢。2年前に親同士が決めた縁談で結婚したが、自分が望んだ結婚ではないため、夫婦関係はギスギスしている。また、夫の母親とも関係が良好ではない。
白井 優一郎（しらい ゆういちろう）
紗和の夫。代議士事務所で秘書をしており、将来的には代議士になることを目指している。紗和に関しては愛しているというより、支配しているような関係。母親を「ママ」と呼ぶマザコンでもある。
優一郎の母親（ゆういちろうのははおや）
名前不詳。優一郎のことを過保護に扱っており、紗和はあくまで優一郎の子供を産む道具、優一郎の良き妻として振る舞うことを望むだけの道具のように見ている。
藤堂 真也（とうどう しんや）
紗和の学生時代の同級生。高校時代に互いに駆け落ちしようとした仲である。
川村 正蔵（かわむら しょうぞう）
川村そろばん教室の講師。紗和、真也の恩師。
藤堂 瑠夏（とうどう るか）
真也の妻。真也曰く「好き嫌いはハッキリしている」「イケメン」の女性。
黒沢 梨紗（くろさわ りさ）
紗和の妹。ネイリスト。姉とは仲が良く、よく助けている。

## 書誌情報
- 東タイラ 『この純愛は不貞ですか？』 竹書房〈バンブーコミックス 有罪〉、全2巻
  - 上巻 2022年3月25日発売[4]、ISBN 978-4-8019-7601-6
  - 下巻 2022年3月25日発売[5]、ISBN 978-4-8019-7602-3